# Whytockia gongshanensis
Whytockia gongshanensis là một loài thực vật có hoa trong họ Tai voi. Loài này được Y.Z. Wang & H. Li mô tả khoa học đầu tiên năm 2000.